# Véronique et son cancre
Série Charlotte et Véronique
Présentation ou Charlotte et son steak
(1951) Tous les garçons s'appellent Patrick
(1959)
Pour plus de détails, voir Fiche technique et Distribution.
Véronique et son cancre est un court métrage français réalisé par Éric Rohmer, sorti en 1959.
Ce film fait partie d'un ensemble de quatre courts métrages avec les personnages Charlotte et Véronique tournés en commun avec Jean-Luc Godard, les trois autres étant Présentation ou Charlotte et son steak (1951), Tous les garçons s'appellent Patrick (1959) et Charlotte et son jules (1961).

## Synopsis
Véronique fait du soutien scolaire auprès d'un enfant qui n'en a que faire : il soupire à son arrivée, discute ses consignes et ne retient rien. Véronique s'ennuie aussi un peu. La pendule sonnant, l'enfant expédie Véronique dehors et retrouve sa liberté. Peu avant de partir, Véronique se déchausse et sitôt qu'elle a quitté les lieux, l'enfant se jette à terre et se vautre à l'endroit même où l'institutrice a dénudé ses pieds.

## Fiche technique
- Titre original : Véronique et son cancre
- Réalisation : Éric Rohmer
- Scénario et dialogue: Éric Rohmer
- Décors : Éric Rohmer
- Photographie : Charles Bitsch
- Son : Jean-Claude Marchetti
- Montage : Jacques Gaillard selon certaines sources[1],[2], Éric Rohmer selon d'autres sources[3],[4]
- Production : Claude Chabrol
- Société de production : Ajym Films
- Société de distribution : Les Films Marceau
- Pays d'origine :  France
- Langue originale : français
- Format : Noir et blanc — 35 mm — 1,33:1 — son Mono
- Genre : Comédie
- Durée : 18 à 20 minutes selon les sources
- Dates de sortie :
  - France, 11 février 1959[2]

## Distribution
- Nicole Berger : Véronique
- Stella Dassas : la mère
- Alain Delrieu : l'enfant